# Atractomorpha angusta
Atractomorpha angusta är en insektsart som beskrevs av Karsch 1888. Atractomorpha angusta ingår i släktet Atractomorpha och familjen Pyrgomorphidae. Inga underarter finns listade i Catalogue of Life.